# Ga Gurae
Ga Gurae (Tiếng Hàn: 구래역, Hanja: 九來驛) là ga tàu điện ngầm của Tuyến Gimpo Goldline nằm ở Gurae-dong, Gimpo-si, Gyeonggi-do. Chỉ có chuyến tàu đầu tiên vào các ngày trong tuần khởi hành từ nhà ga này lúc 5:27 sáng. Tại Ga sân bay quốc tế Gimpo, chỉ có một số chuyến tàu chạy đến ga này và nó có cấu trúc sân ga dạng đảo.

## Lịch sử
- 20 tháng 6 năm 2016 : Tên ga được xác nhận là Ga Gurae[2]
- 28 tháng 9 năm 2019: Bắt đầu hoạt động với việc khai trương Tuyến Gimpo Goldline[3]

## Bố trí ga
| Yangchon ↑ |
| E/B W/B \| |
| ↓ Masan    |

| Hướng Tây  | ●Tuyến Gimpo Goldline | ← Hướng đi Yangchon                                               |
| Hướng Đông | ●Tuyến Gimpo Goldline | → Hướng đi Sân bay Quốc tế Gimpo → → Kết thúc tại ga này (1 phần) |

## Xung quanh nhà ga
- E-Mart Chi nhánh Gimpo Hangang
- Trung tâm phúc lợi hành chính Gurae-dong
- Trung tâm Chuyển giao Gurae
- Trường tiểu học Gimpo Hangaram
- Trường trung học cơ sở Gimpo Hangaram
- Công viên hồ khu đô thị mới Hangang
- Trường tiểu học hồ Gimpo
- Sư đoàn 2 Thủy quân lục chiến
- Hangang Richville Ga Gurae
- Công viên Hwaseong Dream Ga Gurae
- Trường tiểu học Gimpo Gurae
- Trường tiểu học Nabi
- Trường trung học cơ sở Narae